# Sibyl Heijnen

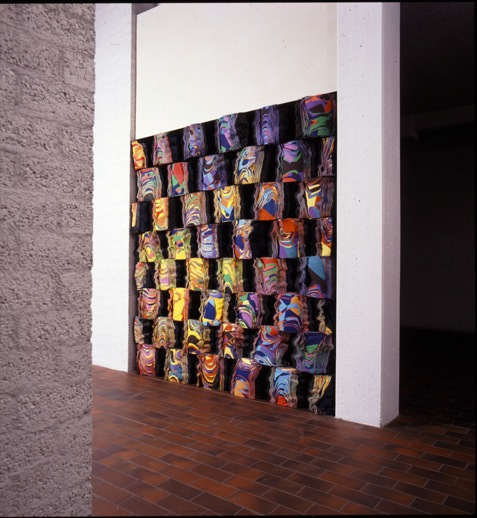
The Two Sides Of The Same Coin 1, 1990. In 1992 werd dit werk beloond met de Excellence Prize tijdens de Third International Textile Competition in Kyoto, Japan. Bonte kant

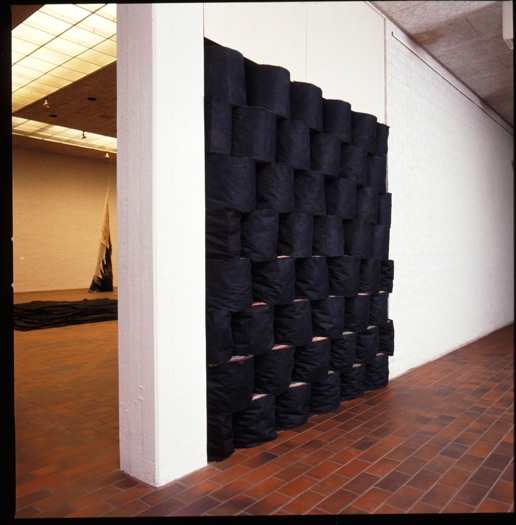
The Two Sides Of The Same Coin 1, 1990. Zwarte kant.

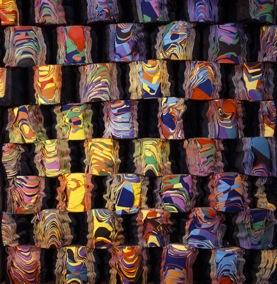
The Two Sides Of The Same Coin 1, 1990. Detail van de bonte kant.

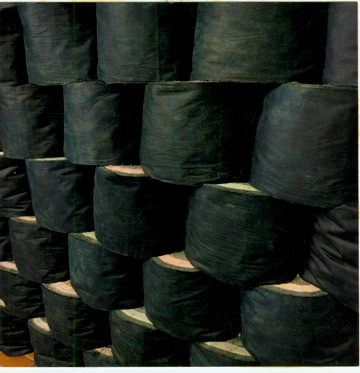
The Two Sides Of The Same Coin 1, 1990. Detail van de zwarte kant.

Sibyl Heijnen (Kerkrade, 1961) is een Nederlands beeldend kunstenaar. Heijnen is opgeleid aan het Moller Instituut in Tilburg en aan de Gerrit Rietveld Academie in Amsterdam. Sinds 1998 is ze gevestigd in Almelo.

## Materialen en formaten
Van oorsprong werkte Heijnen met textiel, waaronder met sokken. Later is ze bekend geworden om de manier waarop zij de eigenschappen van diverse materialen verandert.
Heijnen maakt sieraden en kleinere hangende werken, maar ook grote installaties waarvan zelfs soms ruimtes en gebouwen deel vormen, zowel binnen als buiten. Two Sides of the Same Coin 1 was bijvoorbeeld opgebouwd uit drie kilometer katoen, woog 800 kilogram en nam 220 x 240 x 40 centimeter in beslag.

## Ontwikkeling
Kunsthistorica Peggie Breitbarth identificeerde drie belangrijke momenten in het werk van Heijnen tot aan 2007.
1. The two sides of the same coin 1, 1990. De techniek die Heijnen hier toepaste, gebruikt ze nog steeds vaak.
2. Gateway, 1993. Dit is een erehaag die bestaat uit hangende lappen rubber, die aan beide kanten zijn bewerkt. Dit werk gaf de start aan van een groot aantal hangende werken.
3. Theaterdoek, 2006. Bij dit werk voor Theater De Spiegel in Zwolle deed de factor tijd zijn intrede in het oeuvre van Heijnen. Het bestaat uit stroken die met de hand bewerkt en verguld zijn en afzonderlijk door een computer worden aangestuurd. Het geheel duurt enkele minuten.

In 2007 trok Heijnens solotentoonstelling LOOK! in het National Museum of Modern Art in Kyoto in Japan in vijf weken tijd bijna 11.000 bezoekers. In hetzelfde jaar schreef curator Shinji Kohmoto over Heijnens werk dat het "the Western expression and the Eastern spirit" omvat.
Behalve in Japan en Nederland zijn Heijnens werken ook op tentoongesteld in landen als Polen, Finland, Israël en de Verenigde Staten. Het Metropolitan Museum of Art in New York bezit een van haar oudere creaties.
Textielhistoricus en curator Mary Schoeser schreef in 2012 het boek The Art of the Humanity waarin naar 3 werken van Sibyl Heijnen worden verwezen. Gepubliceerd door Thames en Hudson..
Publicist Rob Smolders schreef in 2017 een artikel voor de catalogus voor Personal Structures - Open Borders, een tentoonstelling georganiseerd door de GAA Foundation tijdens de Venetiaanse Biënnale 2017. De tekst gaat over Ruimte voor reflectie / Room for Reflection, de site specifieke werken van Sibyl Heijnen.

## Onderscheidingen
In 1990 won Heijnen de Jugend Gestaltet Preis in München, Duitsland.
In 1992 ontving Heijnen de Excellence Award tijdens de 3rd International Textile Competition in Kyoto, Japan. voor haar kunstwerk "Two Sides of the Same Coin 1" (1990). Sibyl Heijnen was ArtLink@Sotheby’s International Young Art 2002 finalist.
In 2009: Herman Krikhaar prijs, Almelo, NL
In 2016: Excellence Award, Fibre Art Biennale, Shenzhen CN